# Alex Ross (dessinateur)
Pour les articles homonymes, voir Alex Ross et Ross.
Compléments
Kingdom Come
Superman
Astro City
Nelson Alexander Ross, dit Alex Ross (né le 22 janvier 1970) à Portland (Oregon), est un dessinateur de bande dessinée américain. Travaillant en couleur directe, il est apprécié pour le photoréalisme de son travail. Au long de sa carrière, il a reçu treize prix Eisner et dix prix Harvey.

## Biographie
Alex Ross a été découvert sur la mini-série Marvels, scénarisée par Kurt Busiek, pour Marvel Comics, dont il peint toutes les pages.
Busiek, Ross et le dessinateur Brent Anderson créent ensuite Astro City, d'abord publié par Image Comics en 1995 puis par Homage Comics, un label de Wildstorm. La série met en scène un monde de super-héros original et poursuit l'exploration des thèmes de Marvels : comment les gens ordinaires, ainsi que les super-héros et vilains eux-mêmes, vivent et travaillent dans un monde si fantastique. Ross peint les couvertures de la série, qui a été publiée de manière sporadique à cause des problèmes de santé de Busiek.
En 1996, Ross fait équipe avec le scénariste Mark Waid, pour la mini-série Kingdom Come, qui raconte un futur sombre de l'univers DC, dans lequel les anciens héros doivent revenir combattre une nouvelle génération de métahumains belliqueux. Ross effectue un grand travail de design sur la série.
Après que Kingdom Come ait confirmé son statut de star du comics, Ross participe à la mini-série U.S., chez Vertigo, scénarisée  par Steve Darnall, critique de l'histoire américaine par le biais de son représentant symbolique.
Au début des années 2000, avec le scénariste Jim Krueger, Ross scripte et conçoit des personnages pour une trilogie de mini-series Marvel, Earth X, Universe X et Paradise X, qui combine des douzaines de personnages Marvel en provenance de différentes périodes réunis dans une histoire épique.
À la fin des années 1990 et au début des années 2000, Ross peignit des comic books au format tabloïde pour célébrer les 60es anniversaires de Superman, Batman, Wonder Woman et Captain Marvel (DC), respectivement, ainsi que deux autres ouvrages consacrés à la Ligue de justice d'Amérique.
En 2004, DC compile Mythology: The DC Comics Art of Alex Ross, écrit et conçu par Chip Kidd. Cette même année, Ross peint les illustrations qui servent de générique d'ouverture au film Spider-Man 2.
Enfin, Ross réalise Justice, une mini-série de 12 épisodes consacrée à la Ligue de justice d'Amérique (Justice League of America), qui rassemble les plus grands héros de DC Comics. Ross l'a peinte sur des crayonnés de Doug Braithwaite.
En 2012, il dessine un Steelbook pour l'édition collector Freedom du jeu vidéo Assassin's Creed III qui sort le 31 octobre de cette même année.

## Art books
- Mythology: The DC Comics Art of Alex Ross, édité par Chipp Kidd, Pantheon, 2003, 320 p.publié en français sous le titre Mythology, l'art des comics par Alex Ross, Urban Comics, 2014
- The Dynamite Art of Alex Ross, Dynamite Entertainment, 2011, 328 p.
- Rough Justice: The DC Comics Sketches of Alex Ross, édité par Chipp Kidd, Pantheon, 2012, 224 p.
- Marvelocity: The Marvel Comics Art of Alex Ross, édité par Chipp Kidd, Pantheon, 2018, 312 p.

## Prix et récompenses
- 1994 : Prix Eisner de la meilleure mini-série (avec Kurt Busiek) et du meilleur peintre pour Marvels
  - Prix Harvey de la meilleure série (avec Kurt Busiek) et du meilleur dessinateur pour Marvels
- 1995 : Prix Harvey (avec Kurt Busiek) du meilleur épisode pour Marvels no 4 et du meilleur album reprenant du matériel auparavant sorti pour Marvels
  -  Prix Haxtur de la meilleure couverture pour Marvels n°3
- 1996 : Prix Eisner du meilleur artiste de couverture pour Kurt Busiek's Astro City no 1
  - Prix Harvey du meilleur artiste de couverture pour Kurt Busiek's Astro City no 1
- 1997 : Prix Eisner de la meilleure mini-série (avec Mark Waid) et du meilleure peintre pour Kingdom Come ; du meilleur artiste de couverture pour Kingdom Come et Astro City
  - Prix Harvey du meilleur dessinateur pour Kingdom Come ; du meilleur artiste de couverture pour Kingdom Come no 1
- 1998 : Prix Eisner du meilleure peintre pour Uncle Sam ; du meilleur artiste de couverture pour Astro City et Uncle Sam
  - Prix Harvey du meilleur artiste de couverture pour Kurt Busiek's Astro City, Batman: Legends of the Dark Knight no 100 et Squadron Supreme
  -  Prix Micheluzzi de la meilleure série ou minisérie (USA) pour Kingdom Come (avec Mark Waid)
- 1999 : Prix Eisner du meilleur album (avec Paul Dini) et du meilleure peintre pour Superman : Paix sur terre
  - Prix Harvey du meilleur artiste de couverture pour Kurt Busiek's Astro City, Superman Forever, Superman: Paix sur terre
  - Prix du comic book de la National Cartoonists Society pour Superman : Paix sur terre
- 2000 : Prix Eisner du meilleure peintre ou artiste multimédia pour Batman : Guerre au crime ; du meilleur artiste de couverture pour Batman: No Man's Land, Batman : Harley Quinn, Batman : Guerre au crime, Astro City et des couvertures d'ABC
  - Prix Harvey du meilleur album original pour Batman : Guerre au crime (avec Paul Dini)
- 2002 : Prix humanitaire Bob Clampett
- 2010 : Prix Eisner du meilleur recueil pour Absolute Justice (avec Jim Krueger et Doug Braithwaite)